# Krajowa Izba Urbanistów
Krajowa Izba Urbanistów – istniejąca w latach 2001-2014 krajowa jednostka organizacyjna samorządu zawodowego powołanego polską ustawą z dnia 15 grudnia 2000 r. o samorządach zawodowych architektów, inżynierów budownictwa oraz urbanistów.
W dniu 10 sierpnia 2014 r. weszła w życie ustawa z dnia 9 maja 2014 r. o ułatwieniu dostępu do wykonywania niektórych zawodów regulowanych. W efekcie krajowa i okręgowe izby urbanistów postawione zostały w stan likwidacji. Ustawa zakładała zakończenie działania izb w ciągu 6 miesięcy od wejścia w życie nowych przepisów. W związku ze zmianą statusu zawodu urbanisty uległa zmianie także nazwa ustawy z dnia 15 grudnia 2000 r. na ustawę o samorządach zawodowych architektów oraz inżynierów budownictwa.
Okręgowe izby urbanistów działały w Gdańsku, Katowicach, Warszawie i Wrocławiu.